# Brøndsel
Brøndsel (Bidens) er en slægt med ca. 25 arter, der er udbredt i Europa samt i Nord- og Sydamerika. Det er urter og buske med modsatte, stivhårede blade. Blomsterne er samlet i endestillede kurve, der ofte har bladagtige støtteblade. De enkelte kurve består enten af tungeformede, gule, hvide eller rødlige randkroner og rørformede, gule skivekroner eller udelukkende af skivekroner. Frugterne er udstyret med modhager (dyrespredning).
| Beskrevne arter |

- Nikkende brøndsel (Bidens cernua)
- Havebrøndsel (Bidens ferulifolia)
- Fladhovedbrøndsel (Bidens radiata)
- Fliget brøndsel (Bidens tripartita)

| Andre arter |

- Bidens alba
- Bidens aristosa
- Bidens aurea
- Bidens bigelovii
- Bidens bipinnata
- Bidens biternata
- Bidens campylotheca
- Bidens cynapiifolia
- Bidens frondosa
- Bidens mitis
- Bidens molokaiensis
- Bidens pilosa
- Bidens polylepis
- Bidens riparia
- Bidens squarrosa
- Bidens subalternans
- Bidens tenuisecta
- Bidens trichosperma
- Bidens triplinervia
- Bidens vulgata
- Bidens wiebkei